# Scott MacKenzie
Scott MacKenzie (ur. 21 lipca 1980) - zawodowy szkocki snookerzysta.
W gronie profesjonalistów od 1997 roku. Jego najwyższa pozycja w światowym rankingu snookerowym to miejsce 60. Po sezonie 2008/2009 znalazł się na 90 miejscu w rankingu i wypadł z Main Tour. Powrócił do grona zawodowców w obecnym sezonie. Jego najwyższy break turniejowy to 135 punktów.